# Martinskirche (Köthen)
Die Martinskirche ist eine ehemalige evangelische Kirche in Köthen (Anhalt) im Landkreis Anhalt-Bitterfeld. Sie gehört zu den bedeutendsten Bauwerken des Jugendstils in Sachsen-Anhalt, steht unter Denkmalschutz und ist im Denkmalverzeichnis mit der Erfassungsnummer 094 17547 als Baudenkmal eingetragen.

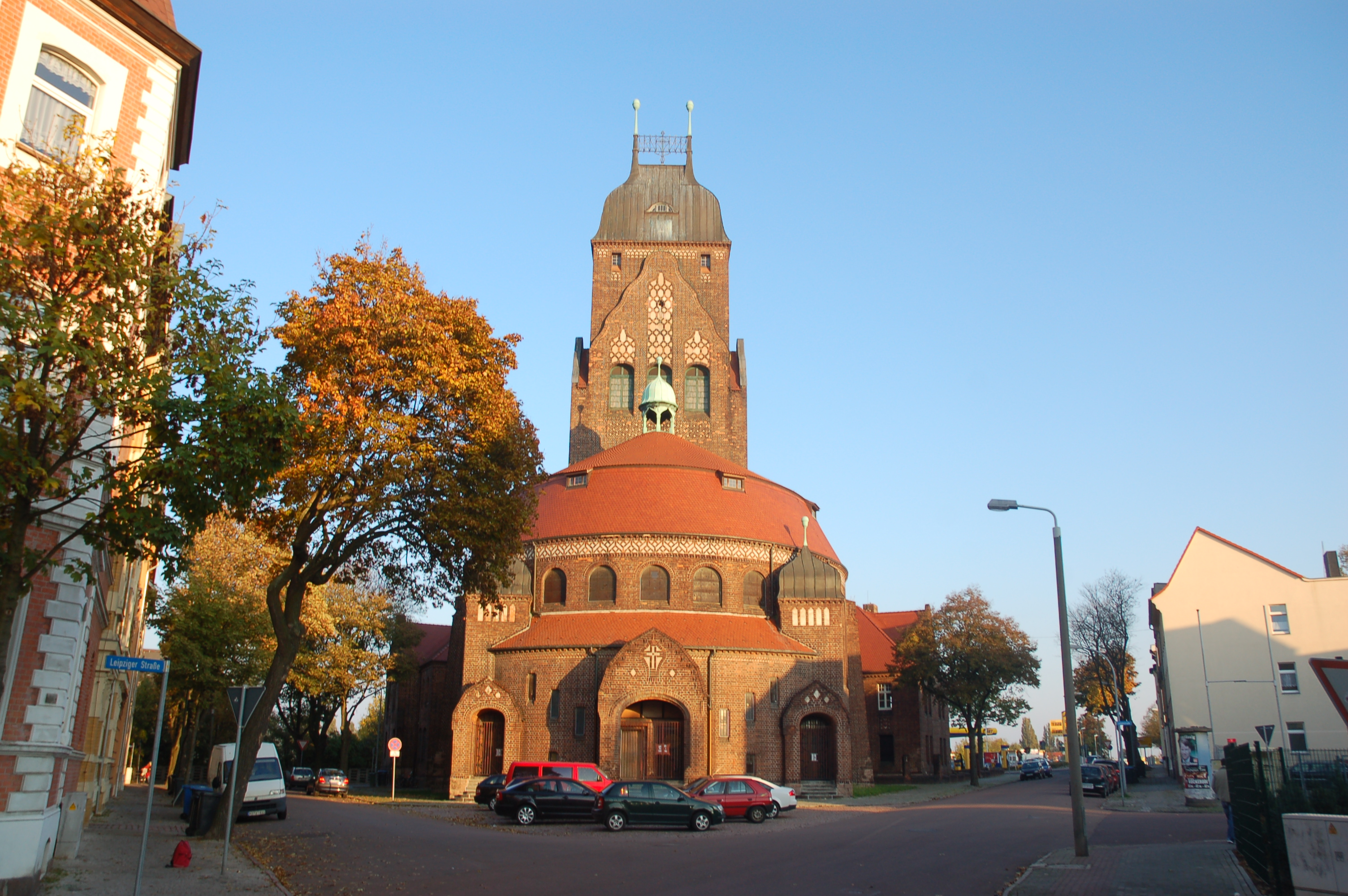
Ansicht von Westen

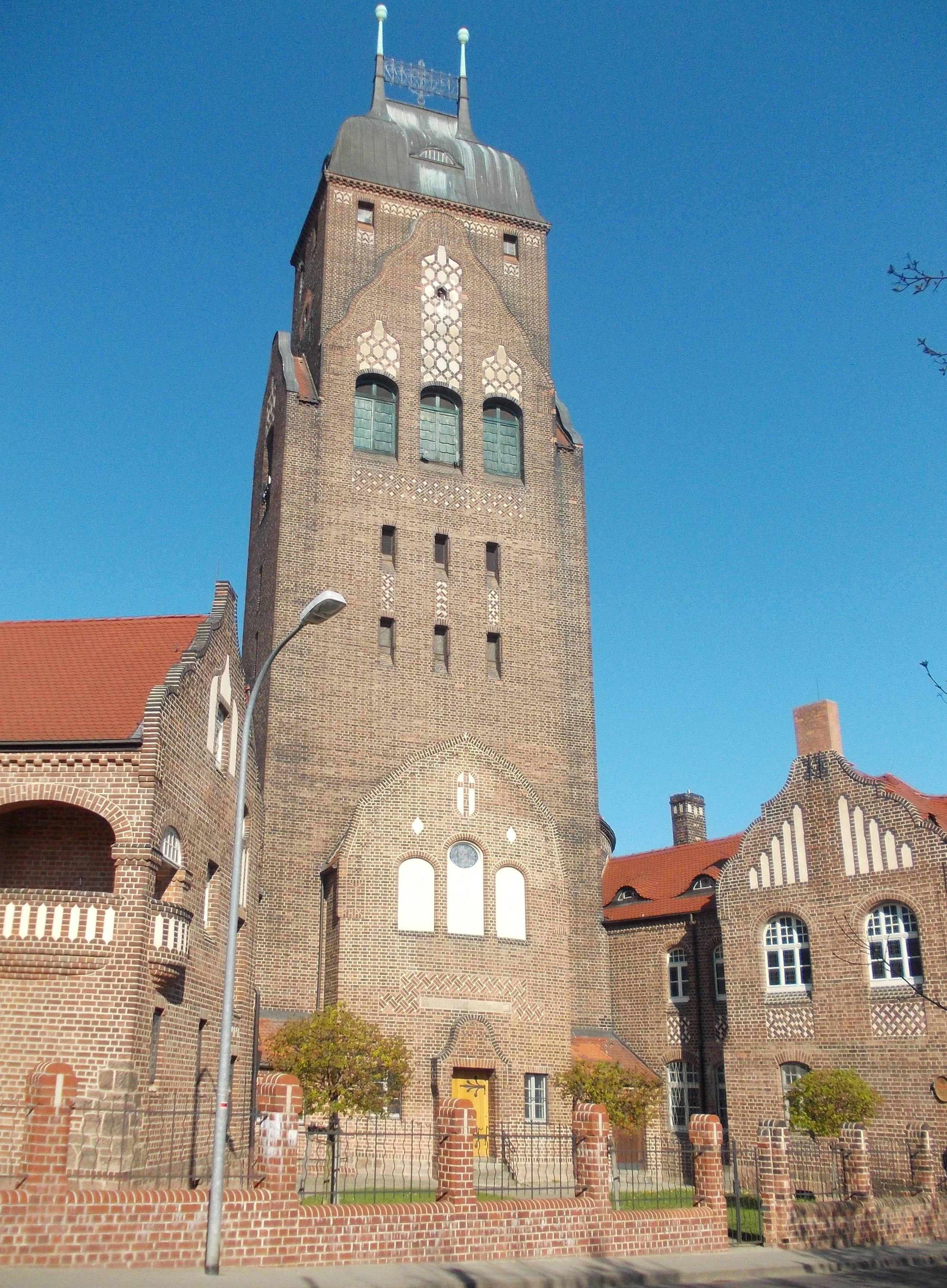
Ansicht von Osten

## Lage
Die Kirche wurde in den Jahren 1912 bis 1914 südöstlich der Altstadt auf dem ehemaligen Galgenberg von Köthen erbaut. Es steht heute zwischen der Franzstraße im Norden, der Bahnhofsstraße im Osten und der – das Areal zum Dreieck formenden – Leipziger Straße.

## Geschichte und Architektur
Das Stadtwachstum Köthens dehnte sich auch gen Südosten aus, wo ein Gründerzeitviertel entstand. Dieses erhielt Anfang des 20. Jahrhunderts ein eigenes Kirchengebäude. Als Architekt wurde Friedrich Gothe engagiert, der zuvor bereits mit dem Ersatz-Neubau der Dorfkirche in Gnetsch sein Können bewiesen hatte. Für beide Orte entwarf er einen Rundbau, wobei er in Gnetsch eine reine Zentralturmkirche schuf, bei der die Bauteile um den Turm angeordnet sind, wohingegen er in Köthen östlich von dem runden Kuppelbau Turm, Kirchendienerhaus und Pfarrhaus anordnete. Dadurch entsteht ein V-förmiger Grundriss. Besonders markant und eigenwillig ist die Haube des Chorturms.
Im Jahr 1985 wurde die Martinsgemeinde mit der von St. Jakob vereinigt, so dass die Kirche seitdem nicht mehr für Gottesdienste genutzt wird. Im Jahr 1986 übernahm die Stadt das Gebäude und probierte verschiedene Nutzungen aus. Das Kirchendienerhaus wird als Jugendclub genutzt, die Keller als Studentenclub.

## Inneres und Ausstattung
Von der Ausstattung hat sich aufgrund mehrfacher Umbauten und der Aufgabe der Kirche nichts mehr erhalten. Nur die Raumwirkung und Teile der Verglasung zeugen noch von der einstigen Sakralnutzung.

## Würdigung
Holger Brülls bezeichnet die Kirche im Dehio als stadtbildbeherrschenden Zentralbau (...) mit eindrucksvoller Silhouettenwirkung und spricht von einer individuellen Leistung des Kirchenbaus im Umkreis von Jugendstil und Reformarchitektur. Zudem äußerte er im Jahr 2012: die Martinskirche (...) ist das größte und bedeutendste sakrale Architekturdenkmal des frühen 20. Jahrhunderts in Sachsen-Anhalt. Auch hier betont er die Funktion als Landmarke der Region.